# Henri Huet
Henri Huet (ur. w kwietniu 1927 w Đà Lạt, zm. 10 lutego 1971) – francuski fotoreporter.
Urodził się w Đà Lạt w Wietnamie, jego ojciec był Francuzem a matka Wietnamką. Rodzina przeprowadziła się do Francji, gdy Huet miał pięć lat. Tam uczęszczał do szkoły w Saint-Malo w Bretanii, a następnie do szkoły sztuk pięknych w Rennes. Początkowo zajmował się malarstwem. Po wstąpieniu do armii został wysłany na studia fotograficzne.
W 1949 roku, mając 22 lata, Huet wrócił do Wietnamu jako fotograf francuskiej marynarki wojennej, podczas pierwszej wojny indochińskiej. Po zakończeniu wojny pozostał tam jako fotoreporter, pracując dla amerykańskiej i francuskiej agencji rządowej. Przez pewien czas pracował też dla United Press International (UPI), by później przenieść się do Associated Press (AP), dla której pracował podczas drugiej wojny indochińskiej.
We wrześniu 1967 roku pod Cồn Tiên Huet, fotografując piechotę morską, został ranny odłamkiem szrapnela w prawą nogę. Został odesłany do Stanów Zjednoczonych, a później, w 1969 roku, przeniesiony do Tokio.
W 1970 roku Huet powrócił do Wietnamu. Zginął 10 lutego 1971 roku w śmigłowcu zestrzelonym nad Laosem nad Szlakiem Ho Chi Minha. Miał 43 lata.
Wraz z Henrim Huetem w zestrzelonym śmigłowcu zginęli trzej inni fotoreporterzy:
- Larry Burrows (Life),
- Kent Potter (UPI),
- Keisaburo Shimamoto (Newsweek).

W 1967 Henri Huet otrzymał złoty medal Roberta Capy.